# Ceratopogon
Anakempia, Cerapogon, Diplohelea, Helea, Isohelea, Psilohelca, Psilohelea
Genre
Synonymes
- Anakempia Kieffer, 1924
- Cerapogon Rafinesque, 1815
- Diplohelea Kieffer, 1925
- Helea Meigen, 1800
- Helea Osten Sacken, 1882
- Isohelea Kieffer, 1921
- Psilohelca Kieffer, 1915
- Psilohelea Kieffer, 1915

Ceratopogon est un genre d'insectes diptères (ou mouches) de la famille des Ceratopogonidae (les « moucherons piqueurs » selon la traduction anglaise).

## Classification
Le genre Ceratopogon est décrit en 1803 par l'entomologiste allemand Johann Wilhelm Meigen (1764-1845),.

### Sous-famille et tribu
Selon l’ITIS en 2023, le genre est classé dans la sous-famille des Ceratopogoninae et la tribu des Ceratopogonini.

### Synonymes
Selon GBIF en 2023, le nombre de synonymes est de sept ou huit :
- Anakempia Kieffer, 1924
- Cerapogon Rafinesque, 1815
- Diplohelea Kieffer, 1925
- Helea Meigen, 1800
- Helea Osten Sacken, 1882
- Isohelea Kieffer, 1921
- Psilohelca Kieffer, 1915
- Psilohelea Kieffer, 1915[2].

### Fossiles
Selon Paleobiology Database en 2023, le nombre de fossiles est de dix-huit collections pour 74 occurrences, de l'Oligocène en France (une collection) et en Allemagne (une), de l'Éocène, au Danemark (deux), Allemagne (deux), Pologne (quatre), Russie (quatre), Ukraine (quatre). Ces fossiles couvrent la période du Priabonien ou Éocène supérieur au Chattien ou Oligocène supérieur soit 38 à 23,03 Ma avant notre ère.

## Description
Le genre Ceratopogon a une distribution presque cosmopolite.

## Liste d'espèces
Selon GBIF en 2023, le nombre d'espèces référencées est de 83 dont :
- C. abstrusus Borkent and Grogan, 1995
- C. algidus Borkent and Grogan, 1995
- C. annettae Borkent and Grogan, 1995
- C. arcanus Borkent and Grogan, 1995
- C. boomerangus Borkent and Grogan, 1995
- C. cinaedicus Borkent and Grogran, 1995
- C. communis Meigen, 1804
- C. culicoidithorax Hoffman, 1926
- C. curtus Borkent and Grogan, 1995
- C. denticulatus Borkent & Grogan, 1995
- C. elevatus Borkent & Grogan, 1995
- C. gigaforceps Remm, 1973
- C. grandiforceps (Kieffer, 1913)
- C. inverecundus Borkent and Grogan, 1995
- C. kolensis Remm, 1993
- C. lacteipennis Zetterstedt, 1838
- C. magniforceps (Kieffer, 1925)
- C. mallochi (Cole, 1921)
- C. mammulus Borkent and Grogan, 1995
- C. multisetosus Borkent and Grogan, 1995
- C. naccinervis Borkent, 1997
- C. niveipennis Meigen, 1818
- C. pallicoleatus Borkent and Cole, 1995
- C. pandus Borkent and Grogan, 1995
- C. paucisetosus Remm, 1974
- C. pontis Borkent and Grogan, 1995
- C. pubiantennalis Borkent and Grogan, 1995
- C. rectus Borkent and Grogran, 1995
- C. relictus Borkent and Grogan, 1995
- C. romanicus Damian-Georgescu, 1972
- C. scutellatus Say, 1829
- C. seculus Borkent and Grogan, 1995
- C. willisi Borkent and Grogan, 1995

### Liste d'espèces plus complète (sans auteurs)
Selon IRMNG en 2023 le nombre d'espèces référencées est de 506 :

## Espèces fossiles
Selon Paleobiology Database en 2023, le nombre d'espèces fossiles référencées est de vingt-deux :
- †Ceratopogon bitterfeldi Szadziewski, 1993
- †Ceratopogon ceranowiczi Szadziewski, 1988
- †Ceratopogon crypticus Szadziewski, 1988
- †Ceratopogon eminens Meunier, 1904
- †Ceratopogon forcipiformis Meunier, 1904
- †Ceratopogon gedanicus Szadziewski, 1988
- †Ceratopogon grogani Szadziewski, 1988
- †Ceratopogon hennigi Szadziewski, 1988
- †Ceratopogon kotejai Szadziewski, 1993
- †Ceratopogon margaritae Szadziewski, 1988
- †Ceratopogon miocaenicus Szadziewski, 1993
- †Ceratopogon nanalobus Borkent & Grogan, 1995
- †Ceratopogon paraeminens Borkent & Grogan, 1995
- †Ceratopogon piotrowskii Szadziewski, 1988
- †Ceratopogon pisinnus Borkent & Grogan, 1995
- †Ceratopogon remmicola Szadziewski, 1988
- †Ceratopogon remmicolus Szadziewski, 1988
- †Ceratopogon ritzkowskii Szadziewski, 1988
- †Ceratopogon spiniger Loew, 1850
- †Ceratopogon subeminens Szadziewski, 1993
- †Ceratopogon succinicola Szadziewski, 1993
- †Ceratopogon tertiaricus Szadziewski, 1988[4]

## Galerie

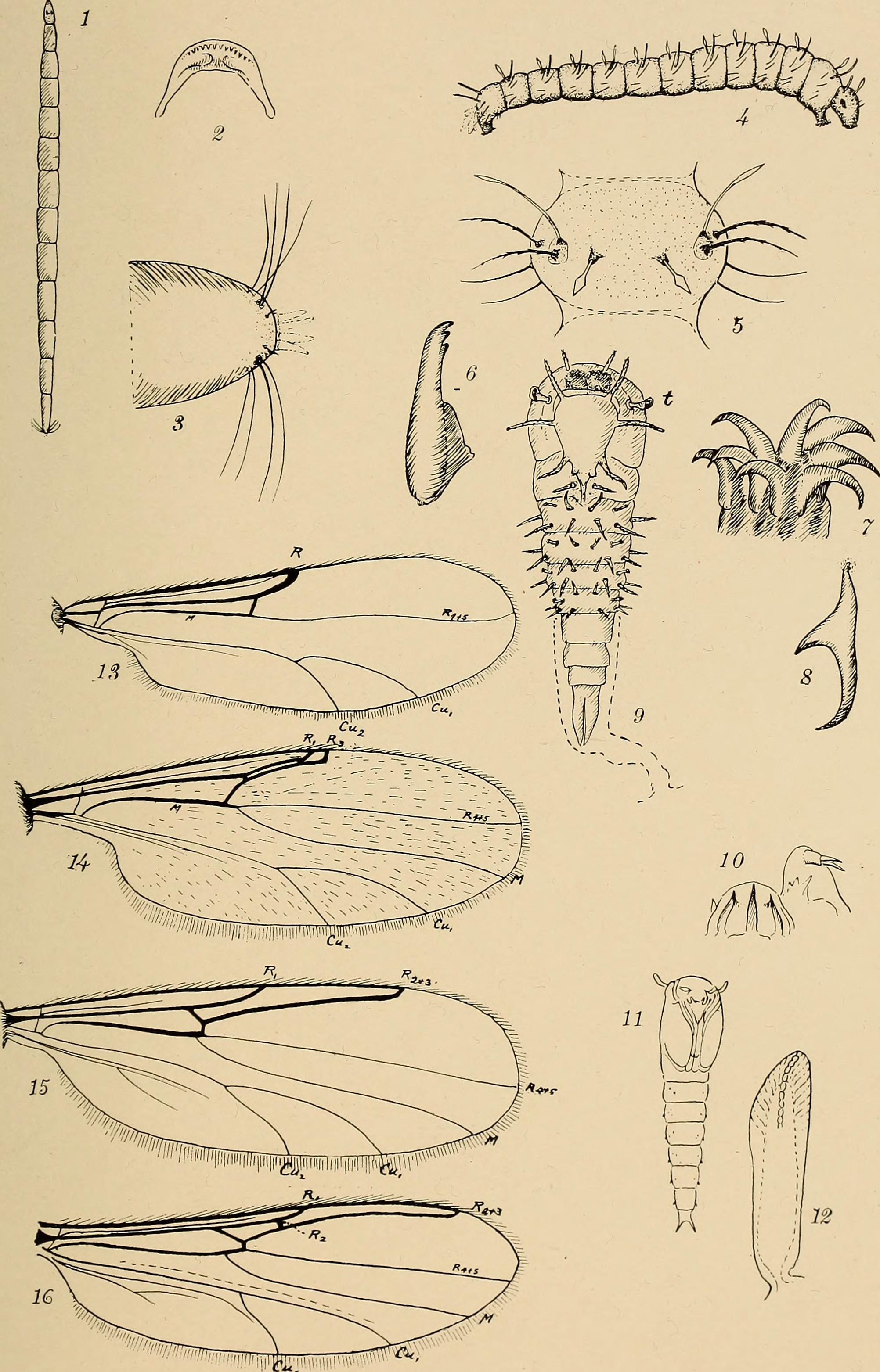
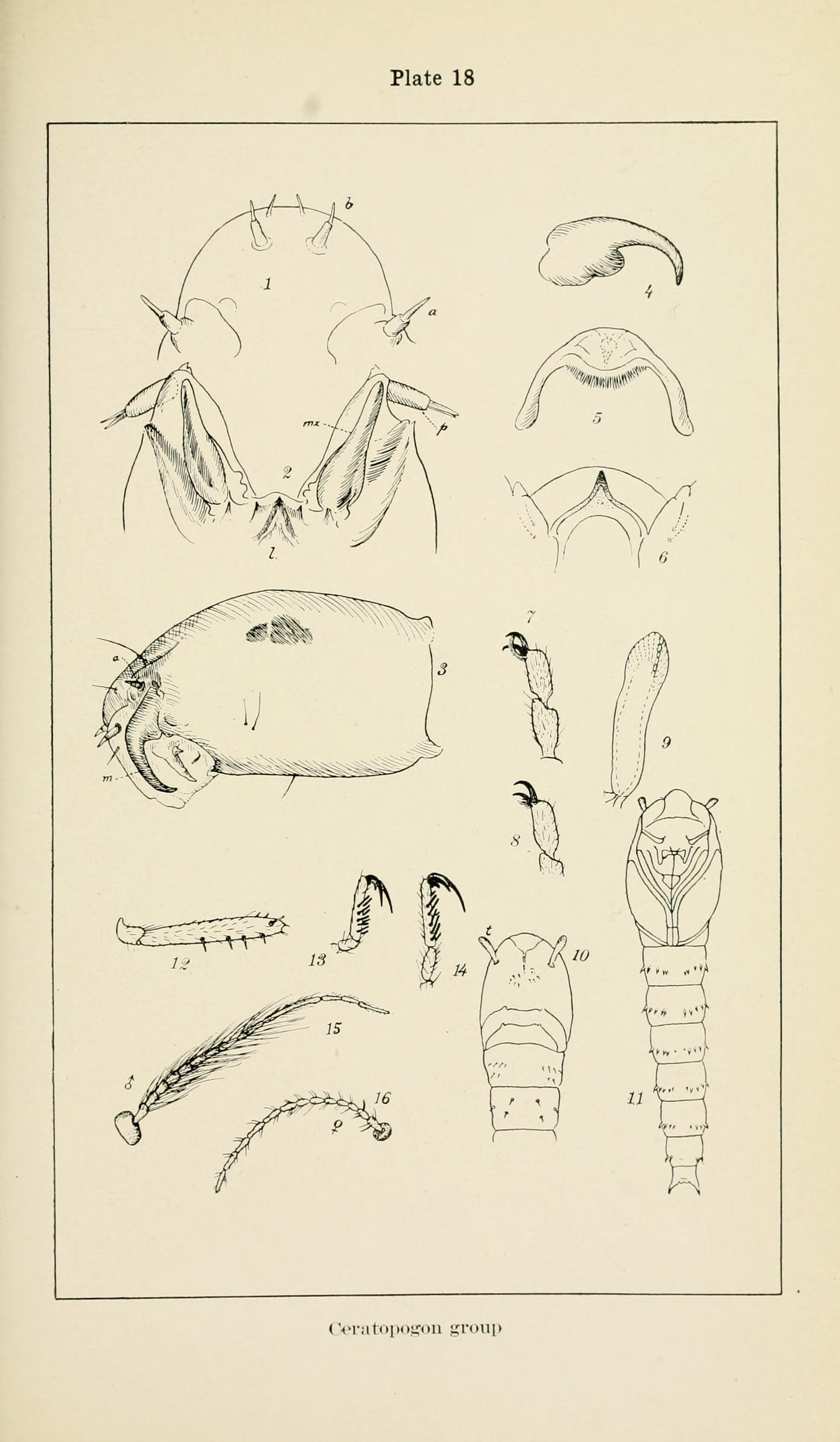

### Publication originale
- [1803] (de) Johann Wilhelm Meigen, « Versuch einer neuen GattungsEintheilung der europäischen zweiflügligen Insekten », Magazin für Insektenkunde, vol. 2,‎ 1803, p. 259-281. .